# Wolfgang Keppler
Wolfgang Felix Keppler (* 26. Dezember 1903 in Stuttgart; † 15. September 1956 in München) war ein deutscher Schauspieler.

## Leben und Wirken
Der gebürtige Stuttgarter war ein Sohn des Mathematikers und späteren Bankdirektors Hans Keppler und dessen Frau Karoline, geb. Schult. Wolfgang Kepplers Schaffenszeit fiel in die Jahre des Dritten Reiches. Theater spielte er an den Münchner Kammerspielen unter Otto Falckenberg. Filme mit ihm sind zwischen 1934 und 1952 nachweisbar. Nach dem Zweiten Weltkrieg trat er nur noch zwei Mal in Filmen auf.
Seine prominenteste Rolle war wohl die des Rittmeisters Alexander Repin, die er 1936 an der Seite von Pola Negri in Moskau – Shanghai spielte. Der Titelschlager daraus wurde auch auf der Grammophonplatte ein Erfolg.
In Italien wirkte Wolfgang Keppler 1940 bei dem Spielfilm Amiamoci così mit (Alternativtitel La nuova vita), den Giorgio Simonelli in den Studios der Cinecittà in Rom für die Juventus-Film realisierte. Eine kleine Rolle als Sportlehrer bekam Keppler auch in dem Luftwaffe-Propagandastreifen Junge Adler (1944).
Von 1931 bis zur Scheidung 1939 war Keppler mit Lotte Kaufmann verheiratet. Er starb 1956 im Krankenhaus Oberföhring an den Folgen eines Pankreaskarzinoms.

## Filmografie
- 1934: Mutter und Kind
- 1936: Stjenka Rasin
- 1936: Moskau – Shanghai[7]
- 1939: Hurra! Ich bin Papa![8]
- 1940: Amiamoci così
- 1944: Junge Adler[9]
- 1951: Unvergängliches Licht
- 1952: Heimatglocken[10]